# Masatoshi Mihara
Masatoshi Mihara (Kumamoto, 2 augustus 1988) is een Japans voetballer.

## Carrière
Masatoshi Mihara speelde tussen 2006 en 2009 voor Sagan Tosu, Vissel Kobe en Zweigen Kanazawa. Hij tekende in 2010 bij Vissel Kobe.